# アイデンティティと民主主義
アイデンティティと民主主義（アイデンティティとみんしゅしゅぎ、英: Identity and Democracy、ID）は、右翼・極右に位置する欧州議会の政治会派。
2019年欧州議会議員選挙を受けて、従来の国家と自由の欧州の後継会派として結成された。民族主義・右派ポピュリズム・欧州懐疑主義の政党により構成されている。

## 概要
2019年6月、フランスの国民連合やイタリアの同盟、ドイツのドイツのための選択肢などを中心として結成された。選挙前に国家と自由の欧州が持っていた議席数(36議席)の約2倍の議員が参加し、欧州議会の第5会派となった。会派の代表には同盟のマルコ・ザンニが就任した。
主な主張として雇用と成長の創出、安全保障、不法移民への取り組み、欧州連合（EU）の官僚主義の是正を掲げている。また、EUの権限を加盟国に回帰させることを求めている。

## 参加政党
| 国           | 国内政党                                                      | 欧州規模の政党 | 欧州規模の政党 | 議員数 |
| ------------ | ------------------------------------------------------------- | -------------- | -------------- | ------ |
| オーストリア | オーストリア自由党 Freiheitliche Partei Österreichs (FPÖ)     |                | ID-P           | 3      |
| ベルギー     | フラームス・ベランフ Vlaams Belang (VB)                       |                | ID-P           | 3      |
| チェコ       | 自由と直接民主主義 Svoboda a přímá demokracie (SPD)           |                | ID-P           | 2      |
| デンマーク   | デンマーク国民党 Dansk Folkeparti (DF)                        |                | (無所属)       | 1      |
| エストニア   | エストニア保守人民党 Eesti Konservatiivne Rahvaerakond (EKRE) |                | ID-P           | 1      |
| フィンランド | 真のフィンランド人 Perussuomalaiset (PS)                      |                | (無所属)       | 2      |
| フランス     | 国民連合 Rassemblement National (RN)                          |                | ID-P           | 23     |
| ドイツ       | ドイツのための選択肢 Alternative für Deutschland (AfD)        |                | (無所属)       | 11     |
| イタリア     | 同盟 Lega                                                     |                | ID-P           | 28     |
| オランダ     | 自由党 Partij voor de Vrijheid (PVV)                          |                | (無所属)       | 1      |
|              | 合計                                                          | 合計           | 合計           | 75     |

(2021年1月現在)